# Маркъс Чоун
Маркъс Чоун (на английски: Marcus Chown) е британски астрофизик, писател и журналист (радиводещ).
Получава бакалавърска степен от Лондонския университет през 1980 г., след което защитава магистратура по астрофизика в Калифорнийския техлонотичен институт.
Той е автор на научнопопулярни книги в областта на физиката и космологията и е консултант по въпросите на космологията на списание New Scientist.
Чоун пише книги, в които по достъпен за всеки начин представя горещи теми от съвременната наука, както и проблеми и парадокси, пред които са изправени днес физиците, и по-специално космолозите.